# Elizabeth Guadalupe Luna Traill
Elizabeth Guadalupe Luna Traill (Ciudad de México, 15 de febrero de 1946-24 de octubre de 2019) fue una lingüista, profesora e investigadora mexicana, especializada en el estudio de la gramática del español. A lo largo de su carrera profesional se desempeñó como profesora de la Facultad de Filosofía y Letras de la UNAM, directora e investigadora del Instituto de Investigaciones Filológicas y miembro de la Junta de Gobierno de la UNAM.

## Biografía
Cursó la licenciatura en Letras Españolas (1964-1968) por la Facultad de Filosofía y Letras de la UNAM, donde se desempeñó como profesora desde el año 1971. Posteriormente, realizó una especialidad en enseñanza de idiomas y obtuvo una maestría (1971-1973) y doctorado en Letras (1975-1977), ambos por la UNAM.
Durante los años 1985-1993 ocupó la dirección del Instituto de Investigaciones Filológicas de la Universidad Nacional Autónoma de México. A su vez, fue parte de la plantilla docente del Posgrado en Lingüística de la FFL y el IIFIL, ejerciendo la dirección del mismo entre los años 2000-2001, y más tarde se incorporó a la Junta de Gobierno de la UNAM durante el periodo 2006-2015. Después del fallecimiento de Juan M. Lope Blanch en 2002, asumió el cargo de directora de la revista Anuario de Letras.
Falleció el 24 de octubre de 2019.

## Publicaciones

### Libros
- Sintaxis de los verboides en el habla culta de la ciudad de México (1980)
- La investigación filológica en el Centro de Lingüística Hispánica (1985)
- El infinitivo en el español hablado en la ciudad de México (1989, en coautoría con Marina Arjona Iglesias)
- Diccionario básico de lingüística (2005, en coautoría en Gloria Estela Báez y Alejandra Vigueras)

### Artículos
- "Estructuras sintácticas y semánticas de un soneto de sor Juana Inés de la Cruz" (1980)
- "Léxico mexicano en el Léxico del habla culta de México" (2000)

## Premios y distinciones
- Fue la primera mujer entrevistada por la Junta de Gobierno para ser rectora de la UNAM en 1988.
- Recibió el Reconocimiento Sor Juana Inés de la Cruz otorgado a las mujeres destacadas de la misma universidad.[8]